# 莫琳·麦金农-塔克
莫琳·麦金农-塔克（英語：Maureen McKinnon-Tucker，1965年2月25日—），美国女子帆船运动员。她曾代表美国参加2008年和2016年夏季残疾人奥林匹克运动会帆船比赛，其中2008年夏季残奥会获得SKUD18级双人龙骨艇公开级金牌。